# Giải vô địch bóng đá trẻ thế giới 1991
Giải vô địch bóng đá trẻ thế giới 1991 là giải đấu lần thứ 8 của Giải vô địch bóng đá trẻ thế giới, giải đấu bóng đá quốc tế do FIFA tổ chức cho các đội tuyển trẻ quốc gia nam, và là lần thứ 8 kể từ lần đầu tiên vào năm 1977 với tên gọi là Giải vô địch bóng đá trẻ thế giới (FIFA World Youth Tournament). Giải đấu cuối cùng diễn ra lần đầu tiên tại Bồ Đào Nha, từ ngày 14 đến ngày 30 tháng 6 năm 1991. Các trận đấu được tổ chức tại năm địa điểm ở nhiều thành phố: Faro, Braga, Guimarães, Porto và Lisbon. Nigeria ban đầu đã thắng cuộc đấu thầu để giành quyền đăng cai nhưng đã bị tước quyền sau khi bị kết tội gian lận độ tuổi.
Triều Tiên và Hàn Quốc đã thi đấu lần đầu tiên với tư cách là một đội thống nhất ASA, mặc dù FIFA quy dữ liệu lịch sử của ITS cho Hàn Quốc. Bồ Đào Nha tham dự giải đấu với tư cách là đương kim vô địch, sau khi giành chiến thắng tại mùa giải trước đó. Họ đã lọt vào trận chung kết, nơi có số lượng khán giả kỷ lục là 127.000 người chứng kiến đội chủ nhà đánh bại đối thủ nói cùng ngôn ngữ Bồ Đào Nha, Brasil với tỷ số 4–2 trong loạt sút luân lưu để giành chức vô địch thứ hai liên tiếp. Liên Xô đã có lần tham dự cuối cùng tại các giải đấu của FIFA, khi quốc gia này tuyên bố giải thể vào cuối năm đó.

## Vòng loại
Ngoài đội chủ nhà Bồ Đào Nha, 15 đội tuyển quốc gia khác đã vượt qua vòng loại từ 6 giải đấu châu lục.
| Liên đoàn                         | Giải đấu loại                                 | Các đội tuyển vượt qua vòng loại                            |
| --------------------------------- | --------------------------------------------- | ----------------------------------------------------------- |
| AFC (châu Á)                      | Giải vô địch bóng đá trẻ châu Á 1990          | Triều Tiên1 · Syria                                         |
| CAF (châu Phi)                    | Giải vô địch bóng đá trẻ châu Phi 1991        | Bờ Biển Ngà · Ai Cập                                        |
| CONCACAF (Bắc, Trung Mỹ & Caribe) | Giải vô địch bóng đá U-20 CONCACAF 1990       | México · Trinidad và Tobago1                                |
| CONMEBOL (Nam Mỹ)                 | Giải vô địch bóng đá trẻ Nam Mỹ 1991          | Argentina · Brasil · Uruguay                                |
| OFC (Châu Đại Dương)              | Giải vô địch bóng đá U-20 châu Đại Dương 1990 | Úc                                                          |
| UEFA (châu Âu)                    | Chủ nhà                                       | Bồ Đào Nha                                                  |
| UEFA (châu Âu)                    | Giải vô địch bóng đá U-18 châu Âu 1990        | Anh · Cộng hòa Ireland · Liên Xô · Tây Ban Nha · Thụy Điển1 |

1.^ Các đội tuyển lần đầu tiên tham dự.

## Trọng tài
| Châu Phi - Alhagi Ibrahima Faye - Mawukpona Hounnake-Kouassi - Idrissa Sarr Châu Á - Ali Bujsaim - Kiichiro Tachi - Wei Jihong Châu Âu - Guy Goethals - Bernd Heynemann - Leslie Irvine - João Martins Correia Pinto - Egil Nervik - Pierluigi Pairetto - Sándor Puhl - Daniel Roudit - Ryszard Wojcik | Bắc, Trung Mỹ và Caribe - Raúl Domínguez - Juan Pablo Escobar López - Robert Sawtell Nam Mỹ - Ernesto Filippi - Francisco Lamolina - Enrique Marín Gallo - Renato Marsiglia - Alberto Tejada Châu Đại Dương - John McConnell |

## Đội hình
Danh sách đội hình, xem Danh sách cầu thủ tham dự giải vô địch bóng đá trẻ thế giới 1991

## Vòng bảng
16 đội được chia thành 4 bảng, mỗi bảng 4 đội. 4 đội nhất bảng và 4 đội nhì bảng sẽ giành quyền vào vòng đấu loại trực tiếp.

### Bảng A
| VT | Đội              | ST | T | H | B | BT | BB | HS | Đ | Giành quyền tham dự     |
| -- | ---------------- | -- | - | - | - | -- | -- | -- | - | ----------------------- |
| 1  | Bồ Đào Nha (H)   | 3  | 3 | 0 | 0 | 6  | 0  | +6 | 6 | Vòng đấu loại trực tiếp |
| 2  | Korea            | 3  | 1 | 1 | 1 | 2  | 2  | 0  | 3 | Vòng đấu loại trực tiếp |
| 3  | Cộng hòa Ireland | 3  | 0 | 2 | 1 | 3  | 5  | −2 | 2 |                         |
| 4  | Argentina        | 3  | 0 | 1 | 2 | 2  | 6  | −4 | 1 |                         |

| Bồ Đào Nha              | 2–0      | Cộng hòa Ireland |
| ----------------------- | -------- | ---------------- |
| Pinto 17' · Capucho 78' | Chi tiết |                  |

| Argentina | 0–1      | Triều Tiên      |
| --------- | -------- | --------------- |
|           | Chi tiết | Cho In-chol 88' |

| Cộng hòa Ireland | 1–1      | Triều Tiên    |
| ---------------- | -------- | ------------- |
| McCarthy 58'     | Chi tiết | Choi Chol 89' |

| Bồ Đào Nha                      | 3–0      | Argentina |
| ------------------------------- | -------- | --------- |
| Gil 56' · Torres 80' · Toni 86' | Chi tiết |           |

| Cộng hòa Ireland            | 2–2      | Argentina                        |
| --------------------------- | -------- | -------------------------------- |
| O'Connor 9' · Gallagher 63' | Chi tiết | Delgado 55' · Molina 57' (ph.đ.) |

| Bồ Đào Nha | 1–0      | Triều Tiên |
| ---------- | -------- | ---------- |
| Torres 42' | Chi tiết |            |

### Bảng B
| VT | Đội         | ST | T | H | B | BT | BB | HS | Đ | Giành quyền tham dự     |
| -- | ----------- | -- | - | - | - | -- | -- | -- | - | ----------------------- |
| 1  | Brasil      | 3  | 2 | 1 | 0 | 6  | 3  | +3 | 5 | Vòng đấu loại trực tiếp |
| 2  | México      | 3  | 1 | 2 | 0 | 6  | 3  | +3 | 4 | Vòng đấu loại trực tiếp |
| 3  | Thụy Điển   | 3  | 1 | 0 | 2 | 4  | 6  | −2 | 2 |                         |
| 4  | Bờ Biển Ngà | 3  | 0 | 1 | 2 | 3  | 7  | −4 | 1 |                         |

| México                                         | 3–0      | Thụy Điển |
| ---------------------------------------------- | -------- | --------- |
| Hernández 20' · Pineda 51' · Álvarez Arcos 64' | Chi tiết |           |

| Brasil                         | 2–1      | Bờ Biển Ngà |
| ------------------------------ | -------- | ----------- |
| Andrei 29' · Luiz Fernando 79' | Chi tiết | Tiehi 48'   |

| Brasil                              | 2–2      | México          |
| ----------------------------------- | -------- | --------------- |
| Paulo Nunes 18' · Luiz Fernando 45' | Chi tiết | Pineda 57', 67' |

| Bờ Biển Ngà       | 1–4      | Thụy Điển                                   |
| ----------------- | -------- | ------------------------------------------- |
| Mambo 64' (ph.đ.) | Chi tiết | Rödlund 13' · Bild 23', 46' · Andersson 87' |

| Bờ Biển Ngà | 1–1      | México     |
| ----------- | -------- | ---------- |
| Seri 79'    | Chi tiết | Pineda 83' |

| Brasil                      | 2–0      | Thụy Điển |
| --------------------------- | -------- | --------- |
| Paulo Nunes 29' · Élber 78' | Chi tiết |           |

### Bảng C
| VT | Đội                | ST | T | H | B | BT | BB | HS  | Đ | Giành quyền tham dự     |
| -- | ------------------ | -- | - | - | - | -- | -- | --- | - | ----------------------- |
| 1  | Úc                 | 3  | 3 | 0 | 0 | 4  | 0  | +4  | 6 | Vòng đấu loại trực tiếp |
| 2  | Liên Xô            | 3  | 2 | 0 | 1 | 5  | 1  | +4  | 4 | Vòng đấu loại trực tiếp |
| 3  | Ai Cập             | 3  | 1 | 0 | 2 | 6  | 2  | +4  | 2 |                         |
| 4  | Trinidad và Tobago | 3  | 0 | 0 | 3 | 0  | 12 | −12 | 0 |                         |

| Trinidad và Tobago | 0–2      | Úc                  |
| ------------------ | -------- | ------------------- |
|                    | Chi tiết | Okon 52' · Seal 76' |

| Ai Cập | 0–1      | Liên Xô       |
| ------ | -------- | ------------- |
|        | Chi tiết | Scherbakov 6' |

| Trinidad và Tobago | 0–6      | Ai Cập                                                                            |
| ------------------ | -------- | --------------------------------------------------------------------------------- |
|                    | Chi tiết | Hussein 8' · Sadek 24' · Ismail 36' · Sakr 60' · El-Sheshini 79' · Abdel Aziz 82' |

| Úc          | 1–0      | Liên Xô |
| ----------- | -------- | ------- |
| Maloney 21' | Chi tiết |         |

| Úc              | 1–0      | Ai Cập |
| --------------- | -------- | ------ |
| Trajanovski 43' | Chi tiết |        |

| Trinidad và Tobago | 0–4      | Liên Xô                                                           |
| ------------------ | -------- | ----------------------------------------------------------------- |
|                    | Chi tiết | Pokhlebayev 9' · Konovalov 15' · Mikhailenko 22' · Scherbakov 35' |

### Bảng D
| VT | Đội         | ST | T | H | B | BT | BB | HS | Đ | Giành quyền tham dự     |
| -- | ----------- | -- | - | - | - | -- | -- | -- | - | ----------------------- |
| 1  | Tây Ban Nha | 3  | 2 | 1 | 0 | 7  | 0  | +7 | 5 | Vòng đấu loại trực tiếp |
| 2  | Syria       | 3  | 1 | 2 | 0 | 4  | 3  | +1 | 4 | Vòng đấu loại trực tiếp |
| 3  | Anh         | 3  | 0 | 2 | 1 | 3  | 4  | −1 | 2 |                         |
| 4  | Uruguay     | 3  | 0 | 1 | 2 | 0  | 7  | −7 | 1 |                         |

| Anh | 0–1      | Tây Ban Nha |
| --- | -------- | ----------- |
|     | Chi tiết | Pier 84'    |

| Syria       | 1–0      | Uruguay |
| ----------- | -------- | ------- |
| Ramadan 57' | Chi tiết |         |

| Tây Ban Nha                                                         | 6–0      | Uruguay |
| ------------------------------------------------------------------- | -------- | ------- |
| Pier 10' (ph.đ.), 34' · Urzáiz 22', 75', 80' (ph.đ.) · Mauricio 36' | Chi tiết |         |

| Anh                         | 3–3      | Syria                              |
| --------------------------- | -------- | ---------------------------------- |
| Allen 12' · Awford 69', 84' | Chi tiết | Ramadan 18' · Awad 27' · Helou 65' |

| Tây Ban Nha | 0–0      | Syria |
| ----------- | -------- | ----- |
|             | Chi tiết |       |

| Anh | 0–0      | Uruguay |
| --- | -------- | ------- |
|     | Chi tiết |         |

## Vòng đấu loại trực tiếp

### Sơ đồ
|  | Tứ kết              | Tứ kết                 |                     |       | Bán kết       | Bán kết       |  |  | Chung kết | Chung kết |
|  |                     |                        |                     |       |               |               |  |  |           |           |
|  | 22 tháng 6 – Lisbon |                        |                     |       |               |               |  |  |           |           |
|  |                     |                        |                     |       |               |               |  |  |           |           |
|  | Bồ Đào Nha (s.h.p.) | 2                      |                     |       |               |               |  |  |           |           |
|  | Bồ Đào Nha (s.h.p.) | 2                      | 26 tháng 6 – Lisbon |       |               |               |  |  |           |           |
|  | México              | 1                      |                     |       |               |               |  |  |           |           |
|  | México              | 1                      | Bồ Đào Nha          | 1     |               |               |  |  |           |           |
|  | 23 tháng 6 – Braga  |                        | Bồ Đào Nha          | 1     |               |               |  |  |           |           |
|  |                     | Úc                     | 0                   |       |               |               |  |  |           |           |
|  | Úc (p)              | Úc                     | 0                   | 1 (5) |               |               |  |  |           |           |
|  | Úc (p)              |                        | 30 tháng 6 – Lisbon | 1 (5) |               |               |  |  |           |           |
|  | Syria               | 1 (4)                  |                     |       |               |               |  |  |           |           |
|  | Syria               | 1 (4)                  | Bồ Đào Nha (p)      | 0 (4) |               |               |  |  |           |           |
|  | 22 tháng 6 – Porto  |                        | Bồ Đào Nha (p)      | 0 (4) |               |               |  |  |           |           |
|  |                     | Brasil                 | 0 (2)               |       |               |               |  |  |           |           |
|  | Brasil              | Brasil                 | 0 (2)               | 5     |               |               |  |  |           |           |
|  | Brasil              | 26 tháng 6 – Guimarães |                     | 5     |               |               |  |  |           |           |
|  | Triều Tiên          | 1                      |                     |       |               |               |  |  |           |           |
|  | Triều Tiên          | 1                      | Brasil              | 3     |               |               |  |  |           |           |
|  | 23 tháng 6 – Faro   |                        | Brasil              | 3     |               |               |  |  |           |           |
|  |                     | Liên Xô                | 0                   |       | Tranh hạng ba | Tranh hạng ba |  |  |           |           |
|  | Tây Ban Nha         | Liên Xô                | 0                   | 1     | Tranh hạng ba | Tranh hạng ba |  |  |           |           |
|  | Tây Ban Nha         |                        | 29 tháng 6 – Porto  | 1     |               |               |  |  |           |           |
|  | Liên Xô             | 3                      |                     |       |               |               |  |  |           |           |
|  | Liên Xô             | 3                      | Úc                  | 1 (4) |               |               |  |  |           |           |
|  |                     |                        |                     |       |               |               |  |  |           |           |
|  | Liên Xô (p)         | 1 (5)                  |                     |       |               |               |  |  |           |           |
|  | Liên Xô (p)         | 1 (5)                  |                     |       |               |               |  |  |           |           |

### Tứ kết
| Bồ Đào Nha                    | 2–1 (s.h.p.) | México      |
| ----------------------------- | ------------ | ----------- |
| Torres 3' (ph.đ.) · Toni 101' | Chi tiết     | Mendoza 35' |

| Brasil                                           | 5–1      | Triều Tiên    |
| ------------------------------------------------ | -------- | ------------- |
| Marquinhos 15' · Élber 41', 67' · Djair 47', 53' | Chi tiết | Choi Chol 40' |

| Úc                                                | 1–1 (s.h.p.) | Syria                                                      |
| ------------------------------------------------- | ------------ | ---------------------------------------------------------- |
| Seal 20'                                          | Chi tiết     | A. Mando 56'                                               |
| Loạt sút luân lưu                                 |              |                                                            |
| Seal · Okon · Kindtner · Muscat · Babic · Stanton | 5–4          | F. Mando · Khalifa · Ghaeb · Abdul Razak · Ramadan · Sibai |

| Tây Ban Nha | 1–3      | Liên Xô                            |
| ----------- | -------- | ---------------------------------- |
| Urzáiz 85'  | Chi tiết | Scherbakov 35', 64' · Mandreko 80' |

### Bán kết
| Brasil                                  | 3–0      | Liên Xô |
| --------------------------------------- | -------- | ------- |
| Marquinhos 15' · Castro 18' · Élber 32' | Chi tiết |         |

| Bồ Đào Nha    | 1–0      | Úc |
| ------------- | -------- | -- |
| Rui Costa 31' | Chi tiết |    |

### Tranh hạng ba
| Úc                                               | 1–1 (s.h.p.) | Liên Xô                                                             |
| ------------------------------------------------ | ------------ | ------------------------------------------------------------------- |
| Seal 87'                                         | Chi tiết     | Scherbakov 39' (ph.đ.)                                              |
| Loạt sút luân lưu                                |              |                                                                     |
| Seal · Okon · Corica · Babic · Popovic · Stanton | 4–5          | Pokhlebayev · Bushmanov · Babalaryan · Mamchur · Scherbakov · Minko |

### Chung kết
| Bồ Đào Nha                                    | 0–0 (s.h.p.) | Brasil                              |
| --------------------------------------------- | ------------ | ----------------------------------- |
|                                               | Chi tiết     |                                     |
| Loạt sút luân lưu                             |              |                                     |
| Jorge Costa · Figo · Paulo Torres · Rui Costa | 4–2          | Ramon · Élber · Andrei · Marquinhos |

| Giải vô địch bóng đá trẻ thế giới 1991 |
| -------------------------------------- |
| · Bồ Đào Nha · Lần thứ 2               |

## Giải thưởng
| Chiếc giày vàng   | Quả bóng vàng | Giải phong cách FIFA |
| ----------------- | ------------- | -------------------- |
| Serhiy Scherbakov | Emílio Peixe  | Liên Xô              |

## Cầu thủ ghi bàn
Serhiy Scherbakov của Liên Xô đã giành giải thưởng Chiếc giày vàng vì đã ghi được 5 bàn thắng. Tổng cộng có 82 bàn thắng được ghi bởi 54 cầu thủ khác nhau, không có bàn nào được tính là phản lưới nhà.
5 bàn
- Serhiy Scherbakov

4 bàn
- Giovane Élber
- Pedro Pineda
- Ismael Urzaiz

3 bàn
- David Seal
- Paulo Torres
- Pier Luigi Cherubino

2 bàn
- Djair
- Luiz Fernando
- Marquinhos
- Paulo Nunes
- Andy Awford
- Choi Chol
- Nélson Gama
- Andreas Bild
- Munaf Ramadan

1 bàn
- Brad Maloney
- Paul Okon
- Kris Trajanovski
- Marcelo Delgado
- Roberto Molina
- Castro
- Andrei Frascarelli
- Amir Abdel Aziz
- Sami El-Sheshini
- Samir Hussein
- Sami Abdel Halil Ismail
- Mostafa Sadek
- Tamer Sakr
- Bradley Allen
- Stephen Gallagher
- Paul McCarthy
- Barry O'Connor
- Ambroise Mambo
- Ambroise Seri
- Sylvain Tiehi
- Cho In-Chol
- Álvarez Arcos
- Héctor Hernández
- Bruno Mendoza
- Capucho
- Rui Costa
- Gil Gomes
- João Vieira Pinto
- Serhiy Konovalov
- Sergei Mandreko
- Dmytro Mykhaylenko
- Yevhen Pokhlebayev
- José Mauricio Casas
- Patrik Andersson
- Jonny Rödlund
- Ammar Awad
- Abdul Latif Helou
- Abdullah Mando

## Bảng xếp hạng giải đấu
| VT | Đội                | ST | T | H | B | BT | BB | HS  | Đ  | Chung cuộc          |
| -- | ------------------ | -- | - | - | - | -- | -- | --- | -- | ------------------- |
| 1  | Bồ Đào Nha (H)     | 6  | 5 | 1 | 0 | 9  | 1  | +8  | 11 | Vô địch             |
| 2  | Brasil             | 6  | 4 | 2 | 0 | 14 | 4  | +10 | 10 | Á quân              |
| 3  | Liên Xô            | 6  | 3 | 1 | 2 | 9  | 6  | +3  | 7  | Hạng ba             |
| 4  | Úc                 | 6  | 3 | 2 | 1 | 6  | 3  | +3  | 8  | Hạng tư             |
|    |                    |    |   |   |   |    |    |     |    |                     |
| 5  | Tây Ban Nha        | 4  | 2 | 1 | 1 | 8  | 3  | +5  | 5  | Bị loại ở Tứ kết    |
| 6  | Syria              | 4  | 1 | 3 | 0 | 5  | 4  | +1  | 5  | Bị loại ở Tứ kết    |
| 7  | México             | 4  | 1 | 2 | 1 | 7  | 5  | +2  | 4  | Bị loại ở Tứ kết    |
| 8  | Triều Tiên         | 4  | 1 | 1 | 2 | 3  | 7  | −4  | 3  | Bị loại ở Tứ kết    |
|    |                    |    |   |   |   |    |    |     |    |                     |
| 9  | Ai Cập             | 3  | 1 | 0 | 2 | 6  | 2  | +4  | 2  | Bị loại ở Vòng bảng |
| 10 | Anh                | 3  | 0 | 2 | 1 | 3  | 4  | −1  | 2  | Bị loại ở Vòng bảng |
| 11 | Thụy Điển          | 3  | 1 | 0 | 2 | 4  | 6  | −2  | 2  | Bị loại ở Vòng bảng |
| 12 | Cộng hòa Ireland   | 3  | 0 | 2 | 1 | 3  | 5  | −2  | 2  | Bị loại ở Vòng bảng |
| 13 | Bờ Biển Ngà        | 3  | 0 | 1 | 2 | 3  | 7  | −4  | 1  | Bị loại ở Vòng bảng |
| 14 | Argentina          | 3  | 0 | 1 | 2 | 2  | 6  | −4  | 1  | Bị loại ở Vòng bảng |
| 15 | Uruguay            | 3  | 0 | 1 | 2 | 0  | 7  | −7  | 1  | Bị loại ở Vòng bảng |
| 16 | Trinidad và Tobago | 3  | 0 | 0 | 3 | 0  | 12 | −12 | 0  | Bị loại ở Vòng bảng |